# 32294 Zajonc
32294 Zajonc este un asteroid din centura principală de asteroizi.

## Descriere
32294 Zajonc este un asteroid din centura principală de asteroizi. A fost descoperit pe 26 august 2000 la Observatorul din Ondřejov de Peter Kušnirák și Petr Pravec. Asteroidul prezintă o orbită caracterizată de o semiaxă mare de 2,63 ua, o excentricitate de 0,14 și o înclinație de 12,8° în raport cu ecliptica.